# Institut des récifs coralliens du Pacifique
L’Institut des récifs coralliens du Pacifique (IRCP) - ou en anglais : Institute for Pacific Coral Reefs, œuvrait en faveur de projets fédérateurs visant à la préservation des récifs coralliens. Il a été créé au sein de l’École pratique des hautes études (EPHE), par un arrêté - pris par la ministre de l’enseignement supérieur et de la recherche - le 21 janvier 2009. Par un nouvel arrêté du 3 juillet 2025, l'IRCP est supprimé.

## Missions
Selon son arrêté de création du 21 janvier 2009, publié au Journal officiel de la République française n° 0031 du 6 février 2009, l'institut a pour missions :
- de favoriser dans la durée, à l’échelle régionale de l'océan Pacifique, le lien nécessaire entre recherche fondamentale, politique de préservation, et formation des acteurs dans le domaine de la gestion des récifs coralliens ;
- de soutenir des problématiques transversales, qui prennent en compte l’apport des sciences humaines et sociales (SHS) pour la gestion durable des récifs coralliens ;
- de mettre en place un réseau de surveillance des récifs coralliens ;
- d’œuvrer en faveur de projets fédérateurs visant à la préservation des récifs coralliens, et ainsi d’apporter, dans un contexte de développement durable, une contribution à l’avenir des écosystèmes coralliens et des peuples qui en dépendent.

Dans le cadre de ses missions, il organise chaque année depuis 2021, à des fins de sensibilisation, un concours photographique « Millimages des Récifs » sur le thème des récifs coralliens,.

## Contexte institutionnel
L'Institut des Récifs Coralliens du Pacifique est en 2018 un des trois instituts existants au sein de l'École Pratique des Hautes Études (EPHE), aux côtés de l'Institut européen en sciences des religions (IESR), et l'Institut transdisciplinaire d’étude du vieillissement (ITEV), auxquels s'est adjoint en 2020 l’Institut des langues rares (ILARA). Ils ont un statut de composantes au sein de l'EPHE, en lien avec les trois sections qui structurent l'école depuis 1975 : les sciences de la vie et de la terre (SVT), les sciences historiques et philologiques (SHP), et les sciences religieuses (SR). Le directeur de chaque institut est nommé par le président de l'EPHE, tandis que le président du conseil de l'école est nommé par le ministère. Depuis 2009, son directeur est Serge Planes.